# Green (golf)

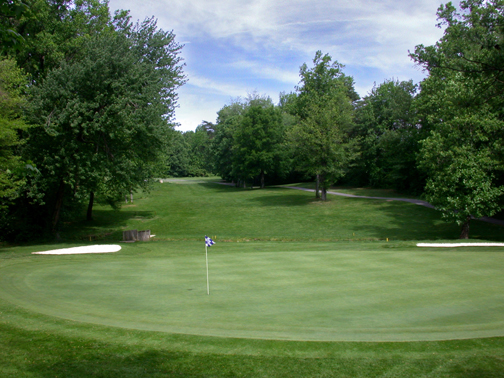
Deze green maakt deel uit van een hole en wordt bewaakt door twee bunkers

Greens maken deel uit van een golfbaan. Het zijn zeer kort gemaaide grasoppervlakten en zij bestaan meestal uit struisgras of rood zwenkgras. Ze kennen verder twee onderdelen, te weten de eigenlijke green zelf (zeer kort gemaaid, 4 tot 6 millimeter), met daaromheen de 'voorgreen', 'fringe' of 'apron' (kort gemaaid, 10 tot 12 millimeter).
Er bestaan drie soorten greens: putting greens, chipping greens en gewone greens, die deel uitmaken van een hole.

## Green
Aan het einde van iedere hole is een green. Ergens in de green is een rondje gras uitgestoken, waarin een putje wordt geplaatst. Daarin wordt een dunne stok geplaatst met bovenin een kleine vlag, zodat de speler vanaf een afstand kan zien waar 'de vlag' of 'de pin' staat. Het is de bedoeling dat de speler in zo weinig mogelijk slagen zijn bal in de hole (het putje) doet belanden.

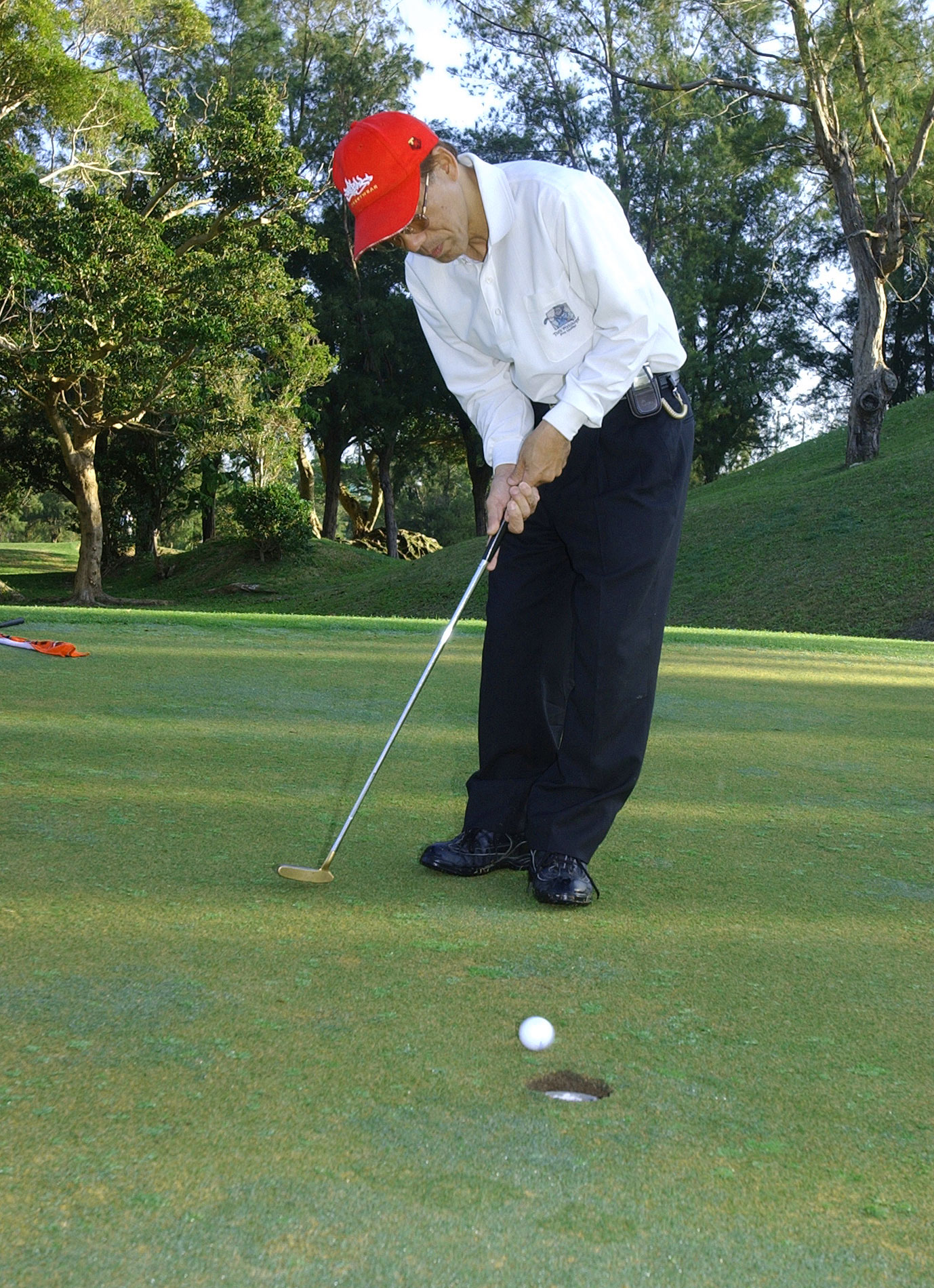

### Putten
Op de green is zal de golfer meestal zijn putter gebruiken om de bal in de hole te putten.
 De speler mag een andere golfclub op de green gebruiken, wat soms noodzakelijk kan zijn. Bij grote greens kan het voorkomen dat tussen de bal en de vlag een deel van een bunker of waterhindernis ligt. Ook kan het voorkomen dat een green uit verschillende hoogtes bestaat. Als de bal dan op de bovenste niveau ligt, is het soms niet mogelijk naar beneden te putten zonder dat de bal weer van de green afrolt. Met een wedge kan de speler dan een zachte, hoge bal slaan die op de green blijft. Hij zal daarmee de green beschadigen, en moet dat zo goed mogelijk herstellen.

### Pinpositie
Bij sommige amateurswedstrijden en alle professional wedstrijden worden pinposities meegegeven. Dit is een lijstje waarop staat hoeveel meter de pin op de green staat, gerekend vanaf de voorkant van de green. Het kan 20 meter of soms veel meer schelen of de pin voorop of achterop staat. Door dit te weten kan de speler beter bepalen met welke club hij naar de green wil slaan.

### Spelregels
Hierbij enkele regels die van toepassing zijn als de bal van een speler op de green ligt.
- Een speler kan zijn medespeler vragen om de vlag te bewaken, of hij zal de vlag er al uithalen voordat hij gaat putten. Hij krijgt namelijk een strafpunt, als de bal tegen de vlag botst (is oude regel), het maakt niet uit of de vlag in de hole staat of op de grond ligt. Als de medespeler de vlag bewaakt, zal deze hem verwijderen voordat de bal in de buurt komt.
- Als de speler per ongeluk de bal van zijn medespeler raakt als hij aan het putten is, krijgt de speler een strafslag.
- Een speler mag zijn medespeler vragen zijn bal te merken en te verwijderen. Hij hoeft er geen reden voor op te geven. Een bal merken betekent dat er een platte 'marker' of muntje wordt neergelegd op de green zodat de eigenaar van de bal deze kan verwijderen en later op dezelfde plek kan terugplaatsen.
- Een speler mag zijn medespeler vragen zijn bal te laten liggen of zijn bal terug te leggen, maar daaraan hoeft de medespeler geen gevolg te geven.
- Een speler mag zijn bal op de green merken, oppakken en schoonmaken.

### Etiquetteregels
- Een speler moet de pitchmark van zijn bal repareren. De pitchmark is de deuk in de green, die is veroorzaakt door het neerkomen van de bal. Het repareren moet geschieden met een pitchvork. Een snel gerepareerde pitchmark herstelt zich goed, een oude pitchmark heel slecht.
- Een speler hoort niet door de lijn van zijn medespeler te lopen. Met de lijn wordt bedoeld het traject tussen de bal en de hole. Dit laat voetafdrukken achter die de loop van de bal bij het putten kunnen beïnvloeden.
- Het is verboden voor de spelers met hun golftas over de green heen te rijden of hun golftas op de green te leggen. Dit brengt schade toe aan het dunne kwetsbare gras van de green.
- Iedere speler wordt geacht het regelboekje in zijn tas te hebben.

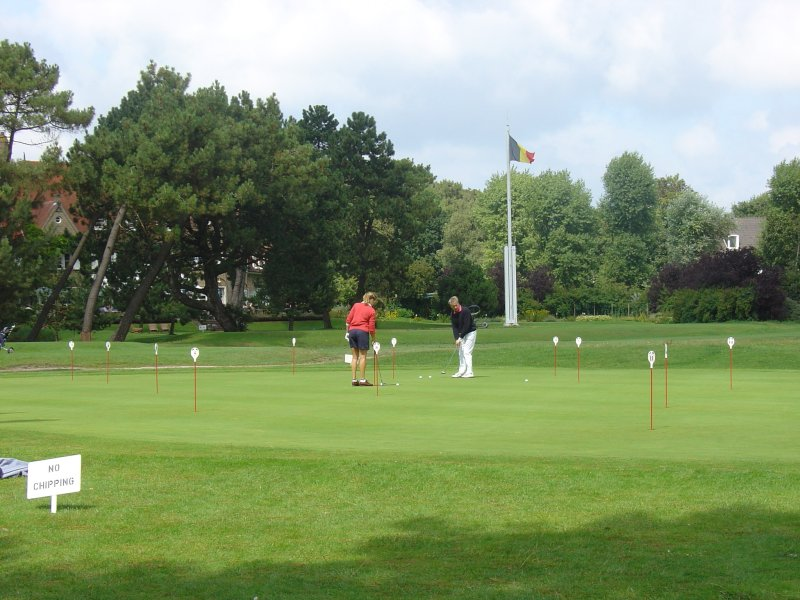
Putting green

## Putting green
De putting green ligt vaak in de buurt van het clubhuis. Op de putting green kunnen spelers het putten oefenen. Het is belangrijk dat de snelheid van de putting green hetzelfde is als op de greens in de baan. 
Een speler met een lage handicap zal ongeveer 36 keer putten als hij 18 holes speelt. Dat betekent dat bijna de helft van zijn score bestaat uit putten. Amateurs besteden meestal erg weinig tijd aan het oefenen van putten, maar professionals staan soms uren op de putting green.

Een putting green bestaat uit één green die meestal 18 holes heeft. Zo kunnen verschillende mensen tegelijk oefenen. Ook kan er een put-wedstrijd gehouden worden.

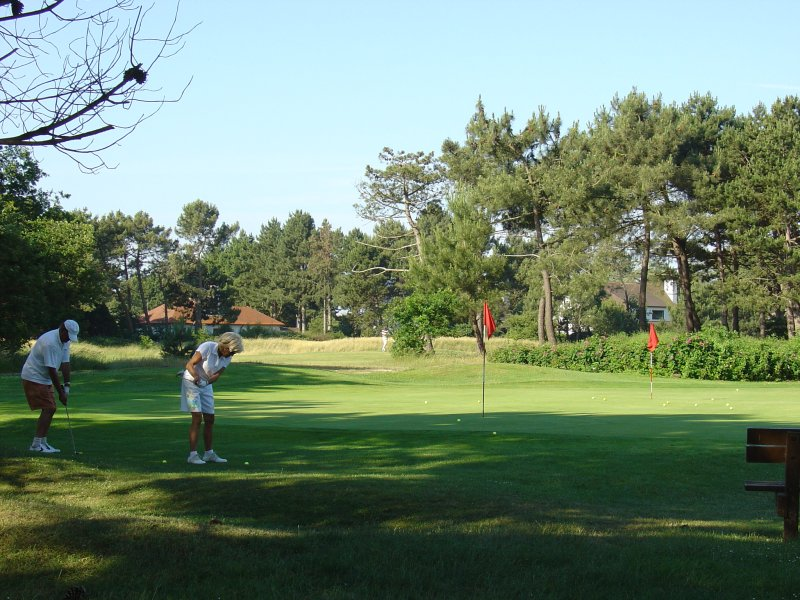
Chipping green

## Chipping green
De chipping green ligt meestal iets verder weg, soms ook bij de drivingrange. Het is de bedoeling dat een speler niet óp, maar náár een chipping green speelt. Vanuit het omliggende gras kunnen approaches worden geoefend. Vaak liggen er één of twee oefenbunkers bij. Hier kunnen bunkerslagen worden geoefend.

Op een chipping green staan meestal één of twee vlaggen als mikpunt. Er kunnen verschillende mensen tegelijk oefenen, omdat ze allen buiten de green staan.

## Trivia
Met 'de hole' worden twee dingen bedoeld:
- De hole is het hele terrein van de afslagplaats (de tee) tot en met de green.
- De hole is het kleine putje in de green.